# 瑞木智乃
瑞木 智乃（みずき ちの、1978年11月30日 - ）は、日本の元女優。旧芸名、伊藤 智乃。東京都出身。劇団東俳、成プロ企画に所属していた。

## 出演

### 映画
- 四姉妹物語（1995年1月28日、東宝） - 陽子 役
- うずまき（2000年2月11日、東映） - 希実ミキ 役
- Kamome カモメ(2000年3月4日）

### CM
- アリコジャパン（1992年）
- 日本興業銀行 ワリコー（1992年）

### 雑誌
- 週刊ヤングジャンプ 第7回「全国女子高生制服コレクション」（1996年）[1]